# 划界问题
划界问题（英語：demarcation problem）是科学哲学中的重要问题，研究如何区分科学与非科学（包括伪科学、形而上学以及文学、艺术、信仰等其他非科学人文领域）的划界标准。卡尔·波普尔称其为科学哲学的核心问题。
20世纪初逻辑实证主义者发展出的证实主义理论认为可证实性是区分科学与形而上学的标准。他们认为一个陈述只有在经验中得到证实，才是有意义的、是科学的。卡尔·波普尔则提出了与可证实性相对的可证伪性，认为是否可被经验证伪才是判断科学与否的标准。此外，他认为这是一个划界标准，而非逻辑实证主义中的意义标准。
此后，托马斯·库恩在其代表作《科学革命的结构》中提出的范式转移理论，则将科学发展分为常规科学与非常规科学。他指出在常规科学时期科学共同体在已有的一套范式中从事解难题活动，是区分科学与其他领域的标准。拉卡托什·伊姆雷则批判地继承了被其称为“朴素证伪主义”的波普尔思想，同时借鉴了库恩范式理论，从而发展出了精致证伪主义的研究纲领方法论，提出将研究纲领是进步的还是退步的作为划界标准。与逻辑实证主义与波普尔证伪主义不同，库恩与拉卡托什的科学划界标准都是历史的与相对的。
保罗·费耶阿本德、拉里·劳丹等科学哲学家则主张消解划界问题。费耶阿本德就认为不应该划分科学与非科学，劳丹则认为划分问题是个虚假的问题，这样的标准是无法找到的。
除此之外，保罗·萨伽德、马里奥·邦格等则分别提出了多元的划界标准。与科学哲学传统中单一的划界标准不同，他们各自都给出了一组若干条评判标准来区别科学与非科学。

## 外部連結
- Проблема демаркации в философии науки — Виктор Вахштайн （页面存档备份，存于）(可調英文字幕)（俄文）